# ميرزا آغا خان النوري
ميرزا آغا خان النوري (بالفارسية: میرزا آقاخان نوری) (1807م - 28 مارس 1865م) المعروف بلقب «اعتماد الدولة». كان رجل دولة إيرانيًا تولى منصب الصدر الأعظم في إيران القاجارية من 1851م إلى سنة 1858م خلال عهد ناصر الدين شاه، وكان عضوًا بارزًا في أسرة خواجة نوري.